# کریس رالف
کریس رالف (انگلیسی: Chris Rolfe؛ زادهٔ ۱۷ ژانویهٔ ۱۹۸۳) بازیکن فوتبال سابق اهل ایالات متحده آمریکا است.
وی همچنین در تیم ملی فوتبال ایالات متحده آمریکا بازی کرده‌است.